# Pierre Delarue-Nouvellière
Pour les articles homonymes, voir Delarue.
Pierre Delarue-Nouvellière, né Pierre Nouvellière le 19 janvier 1889 à Montmorency et mort le 26 avril 1973 à Orsay, est un architecte, peintre, illustrateur et photographe français.

## Biographie
Il expose au Salon des humoristes de 1929 la toile Sauvons le chemin de fer. Il a vécu au no 52 rue Vercingétorix,.
On lui doit de nombreuses illustrations du magazine Automobilia dans les années 1920. En 1928, il illustre de quarante-et-une eaux-fortes À rebours de Joris-Karl Huysmans et travaille pour plusieurs publications, telles la revue Dunlop, la Revue pittoresque des chemins de fer, la revue Modèle Ferroviaires (1948-1953) ou encore La Vie du Rail.
Une allée d'Orsay a été nommée en son honneur.
Il est inhumé au cimetière parisien de Bagneux (23e division).
Son portrait dans son atelier, toile de Maurice Georges Poncelet, est conservé à La Piscine de Roubaix.